# 1940年南卡罗莱纳飓风
1940年南卡罗莱纳飓风（英語：1940 South Carolina hurricane）是1940年8月11至12日袭击乔治亚州和南卡罗莱纳州沿海地区的二级飓风。气旋在背风群岛北面成型并向西北偏西移动，从巴哈马东侧经过后继续向西北偏西逼近美国东南部。风暴中心登陆美国，登陆点附近及北侧沿海地区预先收到飓风警告。南卡罗莱纳州海岸沿线测得约4米的风暴潮，北卡罗莱纳州北部降雨量普遍在380毫米以上。气旋向东南面缓慢移动，在此期间逐渐减弱，之后转变成温带气旋，乔治亚州、南卡罗莱纳州、田纳西州和弗吉尼亚州发生重大洪灾和山体滑坡。北卡罗莱纳州发生的山体滑坡属百年一遇水平，整场飓风一共造成50人遇难，损失总额达到1300万美元。

## 气象历史
8月5日，早间天气图显示圣马丁岛和圣托马斯岛之间有弱扰动天气存在。协调世界时下午18点，英属维尔京群岛的阿内加达岛西北偏西方向约48公里海域发展出热带低气压。
气旋朝西北偏西靠近莫纳海峡，在波多黎各圣胡安产生时速71公里的阵骤风。8月6日，正在发展的风暴逼近巴哈马东南部并产生中到大浪。气旋从巴哈马东南部附近经过后转向北上，到8月10日已有船只测得飓风强度风力。8月11日下午，风暴从南卡罗莱纳州博福特附近登陆并朝内陆移动，于当天17至18点在萨凡纳东北方向不远处经过。萨凡纳所测最高风速为每小时117公里，最低气压975毫巴（百帕，28.78英寸汞柱），是当地29年来遇到的最强飓风。萨凡纳和查尔斯顿之间地区风力达到飓风标准。气旋当晚减弱成热带风暴，之后四至五天以弱热带风暴强度在内陆蜿蜒行进，最终于8月14日晚转变成温带气旋。

## 防灾措施和影响

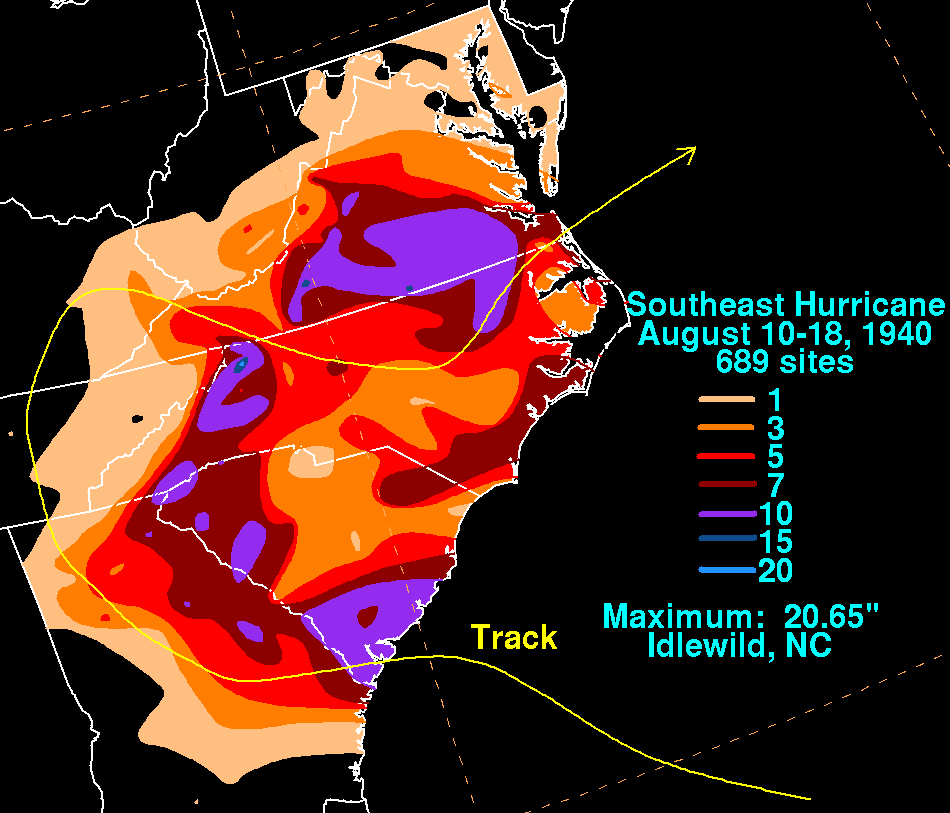
飓风的降水分布

面对气旋逼近，气象机构于8月7至9日发出公告，建议巴哈马东部和西大西洋亚热带海域的小型船只提高警惕。截至8月10日上午9点半，小型船只警告的生效范围已经包括巴哈马最北端，以及迈阿密至北卡罗莱纳州哈特拉斯角（Cape Hatteras）之间的美国东岸沿海地区。到了8月11日早上，北卡罗莱纳州威尔明顿向北至哈特拉斯角，以及萨凡纳至佛罗里达州费南迪纳比奇收到风暴警告。萨凡纳向北至威尔明顿则接获飓风警告。8月12日，所有沿海地区的警告均停止生效。
南卡罗莱纳州海岸沿线测得近四米高的风暴潮。查尔斯顿因气旋遭受价值150万美元的破坏，乔治亚州萨凡纳也受到100万美元损失。沿海地区的损失总额达到300万美元。乔治亚州有两人丧生，但其中一人死于恐懼引發的心脏衰竭。距登陆点不远的博福特在24小时内共降下275毫米雨量。乔治亚州以杰佛逊县的路易斯维尔（Louisville）降水最多，达347毫米；南卡罗莱纳州则以查尔斯顿最高，有322毫米。飓风登陆点附近的沿海地区有不少人员丧生，早期新闻报导称有35人遇难。据《每月天气回顾》（Monthly Weather Review）记载，由于飓风警告和疏散工作及时，死亡人数并不高。但现代研究结果又表明整场风暴共夺走50条人命。
离开沿海地区后，气旋逐渐消散，在此期间继续降下暴雨，引起严重山洪暴发并导致重大破坏，南、北卡罗莱纳州、田纳西州和乔治亚州北部大部分地区被淹。北卡罗莱纳州西部的降水普遍超过380毫米，最高降雨量达525毫米。北卡罗莱纳州西部山区发生大量山体滑坡事故，频次之高达百年一遇水平。田纳西州东部和北卡罗莱纳州西部的铁路受到重创，只能暂停运作。威尔森溪（Wilson Creek）位于考德威尔县阿达科（Adako）附近河段流量估计高达每秒2800立方米。沃托加县的迪普加普（Deep Gap）发生强烈碎屑流，导致26人丧生。全县大部分地区同外界的交通中断两周之久。碎屑流和洪水致使421号美国国道位于迪普加普和威尔克斯县枫树泉（Maple Springs）间约9600米路段有21处中断，考德威尔县九成桥梁毁于洪灾。新闻报导称有30人在洪灾中遇难，损失数额超过1000万美元。
气旋于8月13日从西侧进入弗吉尼亚州并开始产生降雨。该州南部和西部多地发生洪灾，汉普顿锚地测得121毫米雨量。全州以弗洛伊德县科伯山（Copper Hill）雨量最高，达433毫米。8月17日，梅赫林河（Meherrin River）位于恩波里亚境内河段洪峰创下新纪录，高达9.6米，比洪水水位还高2.6米。多条山区河流泛滥成灾，将桥梁冲毁并引起山体滑坡，导致道路封堵。诺福克、弗吉尼亚州西南部及阿什维尔地区的多条公路封闭。8月13日，威斯特摩兰县科尔斯角（Coles Point）上游约八公里处发生的油压机碰撞事故可能也是由这场风暴引起。